# Michaił Awgustinowicz
Michaił Pietrowicz Awgustinowicz, ros. Михаил Петрович Августинович (ur. 10 listopada 1912 w Warszawie, zm. 22 września 1984 w Moskwie) – radziecki wojskowy, wiceadmirał.

## Życiorys
W 1930 roku wstąpił do Marynarki Wojennej i został kursantem Szkoły Marynarki Wojennej im. Frunzego, którą ukończył w grudniu 1932 roku. Następnie został skierowany do Szkoły Podwodnego Pływania Marynarki Wojennej w Sewastopolu, którą ukończył w lipcu 1933 roku.
Po ukończeniu szkoły został skierowany do oddziału artylerii na okręcie–bazie okrętów podwodnych „Umba”, następnie służył w okresie od lipca 1933 do 1935 roku w dywizjonie artylerii Brygady Okrętów Podwodnych Floty Północnej. Po czym został skierowany do Oddziału Szkolnego Okrętów Podwodnych im. Kirowa, gdzie ukończył w sierpniu 1936 roku klasę dowódczą. Po czym powrócił do Floty Północnej i kolejno był: pomocnikiem dowódcy okrętu podwodnego „D–3” (1936 – 1937), „D–1” (1937) i „Szcz–401” (czerwiec – sierpień 1937), po czym został dowódcą okrętu podwodnego „Szcz–401” (1937 – 1938), „D–2” (1938) i „D–1” (1938 – 1939).  Po tym został dowódcą 3 Dywizjonu Okrętów Podwodnych (29 października 1939 – 28 lipca 1940), a następnie dowódcą 1 Dywizjonu Okrętów Podwodnych Brygady Okrętów Podwodnych Floty Północnej (28 lipca 1939 – 3 października 1940). 
W październiku 1940 roku został szefem sztabu Brygady Okrętów Podwodnych Floty Północnej i zajmował to stanowisko do czasu ataku Niemiec na ZSRR. W dniu 15 lipca 1941 roku został dowódcą okrętu podwodnego „K–1”, którym dowodził do 20 marca 1943 roku. W tym czasie brał udział w 13 rejsach bojowych, tylko raz wykonał atak torpedowy, natomiast za każdym razem wykonywał minowanie niemieckich szlaków morskich.
Następnie został naczelnikiem 1 oddziału i jednocześnie zastępcą naczelnika wydziału podwodnego pływania Floty Północnej, pełniąc tę funkcję do 6 marca 1944 roku, kiedy został dowódcą 1 dywizjonu okrętów podwodnych, to stanowisko zajmował do końca II wojny światowej.
Po zakończeniu wojny pełnił funkcję dowódcy dywizjonu, w okresie od marca do grudnia 1946 roku dowodził grupą okrętów, które były z Floty Bałtyckiej przebazowywane do Floty Północnej. 
Po zakończeniu tego przebazowania został skierowany na Akademicki Kurs Oficerski w Akademii Marynarki Wojennej im. Woroszyłowa, który ukończył w maju 1947 roku. W tym okresie był także szefem sztabu Brygady Okrętów Podwodnych, a od czerwca 1947 roku dowódcą Brygady Okrętów Podwodnych Floty Północnej. Następnie został dowódcą 33 Dywizji Okrętów Podwodnych Floty Podwodnej pełniąc tę funkcję w okresie od kwietnia 1951 do lutego 1952 roku. 
Następnie w okresie od lutego 1952 do listopada 1953 roku był słuchaczem wydziału morskiego Wyższej Akademii Wojskowej im. K. J. Woroszyłowa, którą ukończył ze złotym medalem. 
W okresie styczeń – sierpień 1954 roku był doradcą szefa sztabu, a następnie do grudnia 1956 doradcą wojskowym Dowódcy Marynarki Wojennej Koreańskiej Republiki Ludowo–Demokratycznej. 
Po powrocie z Korei w grudniu 1956 roku został naczelnikiem 3 oddziały Wydziału Operacyjnego Głównego Sztabu Sił Morskich ZSRR i funkcję tę pełnił do listopada 1957 roku. Po czym został admirałem–inspektorem sił podwodnych Głównego Inspektoratu Ministerstwa Obrony ZSRR i funkcję tę sprawował do września 1968 roku.
We wrześniu 1968 roku został przeniesiony do rezerwy ze względu na stan zdrowia. Mieszkał w Moskwie, gdzie zmarł. Pochowany został na cmentarzu kuncewskim w Moskwie.

## Awanse
- kontradmirał (Контр-адмирал) (11.05.1949)
- wiceadmirał (Вице-адмирал) (9.05.1961)

## Odznaczenia
- Order Lenina (1954)
- Order Czerwonego Sztandaru (dwukrotnie) (29.04.1942[2], 1950)
- Order Nachimowa II st. (10.04.1944[3]
- Order Wojny Ojczyźnianej I st. (01.01.1943[4]
- Order Wojny Ojczyźnianej II st. (30.05.1945[5]
- Order Czerwonej Gwiazdy (30.04.1945[6]
- Medal „Za zasługi bojowe” (3.11.1944[7]
- Medal „Za obronę Radzieckiego Obszaru Podbiegunowego” (1944)
- Medal „Za zwycięstwo nad Niemcami w Wielkiej Wojnie Ojczyźnianej 1941–1945” (1945)
- Medal „Weteran Sił Zbrojnych ZSRR” (1976)